# Liste der Baudenkmäler in Unterschleißheim
Auf dieser Seite sind die Baudenkmäler in der oberbayerischen Stadt Unterschleißheim zusammengestellt. Diese Tabelle ist eine Teilliste der Liste der Baudenkmäler in Bayern. Grundlage ist die Bayerische Denkmalliste, die auf Basis des Bayerischen Denkmalschutzgesetzes vom 1. Oktober 1973 erstmals erstellt wurde und seither durch das Bayerische Landesamt für Denkmalpflege geführt wird. Die folgenden Angaben ersetzen nicht die rechtsverbindliche Auskunft der Denkmalschutzbehörde.
 Die Liste gibt den Fortschreibungsstand vom 20. Juni 2018 wieder und umfasst zwei Baudenkmäler.

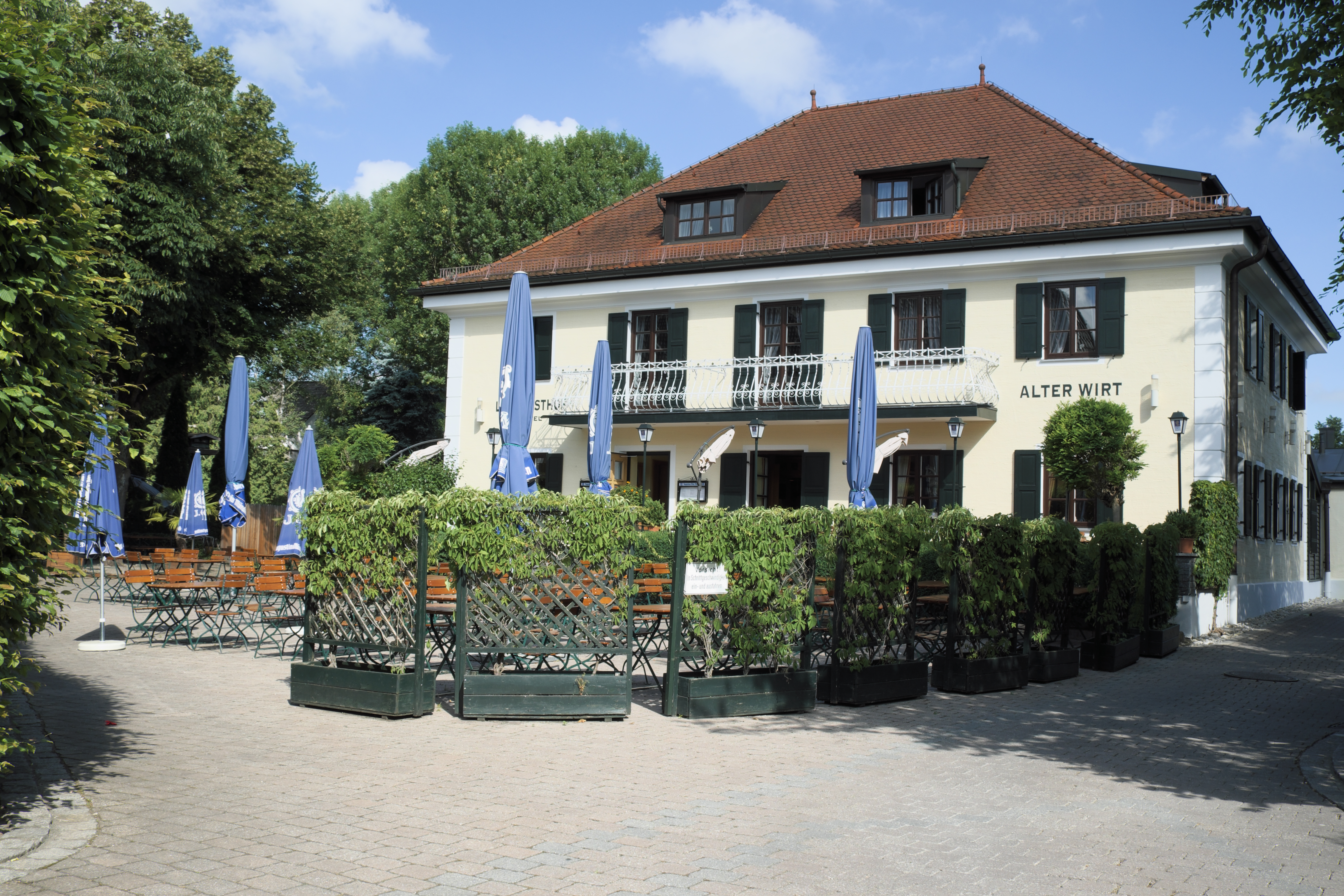
Alter Wirt in Unterschleißheim

## Baudenkmäler nach Ortsteilen

### Unterschleißheim
| Lage                      | Objekt                                                                 | Beschreibung | Akten-Nr.    | Bild           |
| ------------------------- | ---------------------------------------------------------------------- | --- | ------------ | -------------- |
| Hauptstraße (Standort)    | Alte katholische Expositurkirche und ehemalige Filialkirche St. Ulrich | Flacher barocker Saalraum mit Westturm mit Zwiebelhaube und angefügter spätgotischer Sakristei, 17./18. Jahrhundert, wohl auf älterer Grundlage, Erneuerungen der Kirche 1856 und nach Brand 1951; mit Ausstattung; Friedhofsmauer, rote Klinker-Ummauerung, 19. Jahrhundert. | D-1-84-149-1 | weitere Bilder |
| Hauptstraße 36 (Standort) | Gasthof Alter Wirt                                                     | Zweigeschossiger Walmdachbau mit Traufgebälk und Balkon, erbaut 1920/21; Wirtschaftsgebäude, angefügter zweigeschossiger Putzbau mit Schopfwalmdach, gleichzeitig. | D-1-84-149-2 | weitere Bilder |